# راندا برن
راندا برن (به انگلیسی: Rhonda Byrne) (زاده ۱۹۵۱) نویسنده و تهیه‌کننده استرالیایی است. برن بیشتر برای نگارش سری کتاب‌های راز شناخته می‌شود.
او در سال ۲۰۰۶ تهیه کنندگی فیلم «راز» با کارگردانی درو هریوت را برعهده گرفت. حرف s که اولین حرف از کلمه (secret) به معنی راز است، نماد «نظریه جذب» است. 
وی در سال ۲۰۰۷ از سوی مجله تایم به عنوان تأثیرگذار ترین فرد در دنیا معرفی شد.
Rhonda Byrne

## کتاب‌ها
- راز: اسرار عشق، سلامتی و ثروت[۱]
- راز
- آموزه‌های روزانه راز
- راز شکرگزاری
- قانون جذب
- قهرمان
- راز هستی
- قدرت
- معجزه سپاس‌گزاری

## پیوند
وب‌گاه رسمی راندا و کتاب‌هایش